# Srđan Mrkušić
Srđan Mrkušić, né le 26 mai 1915 à Sinj (Autriche-Hongrie), décédé le 30 octobre 2007 à Belgrade (Serbie), est un footballeur yougoslave, qui évoluait au poste de gardien de but au FK Étoile rouge de Belgrade et en équipe de Yougoslavie dans les années 1940-1950.
Mrkušić n'a marqué aucun but lors de ses onze sélections avec l'équipe de Yougoslavie entre 1941 et 1950.

## Palmarès

### En équipe nationale
- 11 sélections et 0 but avec l'équipe de Yougoslavie entre 1941 et 1950.

### En club
BSK Belgrade
- Champion de Yougoslavie en 1939.

 Étoile rouge de Belgrade
- Champion de Yougoslavie en 1951 et 1953.
- Vainqueur de la Coupe de Yougoslavie en 1948, 1949 et 1950.